# フオンホア県
フオンホア県（フオンホアけん、ベトナム語：Huyện Hướng Hóa / 縣向化?）は、ベトナムクアンチ省の県である。1975年のベトナム戦争終結以前は北ベトナムと南ベトナムに分断する軍事境界線上に存在したが、当県は大部分が南側に属した。

## 行政区画
以下の2市鎮19社を管轄する。
- ケサン市鎮（Khe Sanh / 溪生）
- ラオバオ市鎮（Lao Bảo / 牢堡）
- アドイ社（A Dơi / 阿移）
- バタン社（Ba Tầng / 巴層）
- フック社（Húc / 頊）
- フオンラップ社（Hướng Lập / 向立）
- フオンリン社（Hướng Linh / 向靈）
- フオンロック社（Hướng Lộc / 向祿）
- フオンフン社（Hướng Phùng / 向逢）
- フオンソン社（Hướng Sơn / 向山）
- フオンタン社（Hướng Tân / 向新）
- フオンヴィエト社（Hướng Việt / 向越）
- リア社（Lìa / 離）
- タンホップ社（Tân Hợp / 新合）
- タンラップ社（Tân Lập / 新立）
- タンリエン社（Tân Liên / 新連）
- タンロン社（Tân Long / 新隆）
- タンタイン社（Tân Thành / 新城）
- タイン社（Thanh / 清）
- トゥアン社（Thuận / 順）
- スイ社（Xy / 吹）